# Élections générales québécoises de 1970
Les élections générales québécoises de 1970 ont lieu le 29 avril 1970 afin d'élire les députés de la 29e législature de l'Assemblée nationale du Québec. Il s'agit de la 29e élection générale dans cette province du Canada depuis la confédération de 1867. Le Parti libéral du Québec, dirigé par Robert Bourassa, défait l'Union nationale du premier ministre Jean-Jacques Bertrand, il forme un gouvernement majoritaire et devient le plus jeune premier ministre de l'histoire du Québec à l'âge de 36 ans.

## Contexte
Le parti de l'Union nationale est au pouvoir depuis les élections de 1966. Son chef, Daniel Johnson, meurt subitement le 26 septembre 1968, et Jean-Jacques Bertrand devient premier ministre cinq jours plus tard. L'Union nationale subit une lourde défaite lors de cette élection, et ne réussira plus jamais à prendre le pouvoir au Québec.
Un nouveau parti politique participe à cette élection : le Parti québécois, un parti militant pour l'indépendance du Québec. En octobre 1967, René Lévesque avait démissionné du Parti libéral et créé, un mois plus tard, le mouvement Souveraineté-Association, marquant une nouvelle étape dans l'histoire du mouvement indépendantiste québécois. La fondation du Parti québécois en 1968 vient consolider les différents mouvements souverainistes. Le Parti québécois remporte sept sièges, même si Lévesque est défait dans sa circonscription ; le parti réussira plus tard à s'attirer bon nombre des électeurs nationalistes de l'Union nationale, contribuant au déclin rapide de ce parti.
Le 28 août 1969, Jean Lesage démissionne comme chef du Parti libéral. Le congrès d'investiture élit le 17 janvier suivant Robert Bourassa comme chef.
Également en janvier 1970, le Ralliement créditiste du Québec est fondé comme aile provinciale du Ralliement créditiste fédéral. Le Parti fait bonne figure lors de l'élection de 1970, mais sera déchiré peu après par les dissensions internes, et déclinera rapidement.
Durant toute l'année 1969, la question linguistique est au cœur du débat politique : les émeutes de Saint-Léonard et la contestation populaire de la loi 63 font les manchettes.
Quelques mois seulement après l'élection, le Québec doit faire face à une rude épreuve avec la Crise d'Octobre, au cours de laquelle le ministre libéral Pierre Laporte est enlevé et assassiné par le Front de libération du Québec.

## Déroulement

### Dates importantes
- 12 mars 1970 : émission du bref d'élection.
- 29 avril 1970 : scrutin
- 9 juin 1970 : ouverture de la session.

### Analyse des résultats
Le Parti québécois, qui concourt dans ses premières élections générales, parvient à faire élire 7 députés mais son chef René Lévesque est défait dans Laurier par le libéral André Marchand. Il était pourtant de notoriété publique que le Parti libéral avait mis peu d'effort à remporter le comté, son chef Robert Bourassa ayant même refusé d'y présenter des candidatures prestigieuses et d'y tenir une assemblée publique. Le vice-président du parti Gilles Grégoire est défait dans Jonquière tout comme Jacques Parizeau dans Ahuntsic. Malgré ces défaites, René Lévesque qualifie ces élections de « défaite qui a l'air d'une victoire » du fait des 7 députés élus et de résultats encourageants dans plusieurs circonscriptions (Chambly, Saint-Henri).

## Résultats
| Libéral   | Union nationale | Ralliement créditiste | Parti québécois |
| 72 sièges | 17 sièges       | 12 sièges             | 7 sièges        |
| ^         |                 |                       |                 |
| majorité  |                 |                       |                 |

### Résultats par parti politique
| Partis | Partis                      | Chef                        | Candidats | Sièges | Sièges | Voix      | Voix   | Voix     |
| Partis | Partis                      | Chef                        | Candidats | 1966   | Élus   | Nb        | %      | +/-      |
| --- | --------------------------- | --------------------------- | --------- | ------ | ------ | --------- | ------ | -------- |
| | Libéral                     | Robert Bourassa             | 108       | 50     | 72     | 1 304 341 | 45,4 % | -1,89 %  |
| | Union nationale             | Jean-Jacques Bertrand       | 108       | 56     | 17     | 564 544   | 19,7 % | -21,17 % |
| | Ralliement créditiste       | Camil Samson                | 99        | -      | 12     | 321 370   | 11,2 % | -        |
| | Parti québécois             | René Lévesque               | 108       | -      | 7      | 662 404   | 23,1 % | -        |
| | NPD Québec                  | Roland Morin                | 13        | -      | -      | 4 374     | 0,2 %  | -        |
| | Parti québécois indépendant | Parti québécois indépendant | 1         | -      | -      | 2 998     | 0,1 %  | -        |
| | Communiste                  | Samuel Walsh                | 1         | -      | -      | 213       | 0 %    | -0,01 %  |
| | Ligue socialiste            |                             | 1         | -      | -      | 145       | 0 %    | -        |
| | Crédit social uni           |                             | 1         | -      | -      | 53        | 0 %    | -        |
| | Indépendant                 | Indépendant                 | 26        | 2      | -      | 12 528    | 0,4 %  | -2,35 %  |
| Total | Total                       | Total                       | 466       | 108    | 108    | 2 872 970 | 100 %  |          |
| Le taux de participation lors de l'élection était de 84,2 % et 57 029 bulletins ont été rejetés. Il y avait 3 478 578 personnes inscrites sur la liste électorale pour l'élection. |                             |                             |           |        |        |           |        |          |

### Résultats par circonscription
- Abitibi-Est : Ronald Tétrault (Ralliement créditiste)
- Abitibi-Ouest : Aurèle Audet (Ralliement créditiste)
- Ahuntsic : François Cloutier (Parti libéral)
- Argenteuil : Zoël Saindon (Parti libéral)
- Arthabaska : Jean-Gilles Massé (Parti libéral)
- Bagot : Jean-Guy Cardinal (Union nationale)
- Beauce : Fabien Roy (Ralliement créditiste)
- Beauharnois : Gérard Cadieux (Parti libéral)
- Bellechasse : Gabriel Loubier (Union nationale)
- Berthier : Guy Gauthier (Union nationale)
- Bonaventure : Gérard D. Levesque (Parti libéral)
- Bourassa : Georges-Émery Tremblay (Parti libéral)
- Bourget : Camille Laurin (Parti québécois)
- Brome : Glendon Pettes Brown (Parti libéral)
- Chambly : Pierre Laporte (Parti libéral)
- Champlain : Normand Toupin (Parti libéral)
- Charlevoix : Raymond Mailloux (Parti libéral)
- Châteauguay : George Kennedy (Parti libéral)
- Chauveau : André Harvey (Parti libéral)
- Chicoutimi : Jean-Noël Tremblay (Union nationale)
- Compton : Omer Dionne (Parti libéral)
- D'Arcy-McGee : Victor Goldbloom (Parti libéral)
- Deux-Montagnes : Jean-Paul L'Allier (Parti libéral)
- Dorchester : Florian Guay (Ralliement créditiste)
- Dorion : Alfred Bossé (Parti libéral)
- Drummond : Bernard Pinard (Parti libéral)
- Dubuc : Roch Boivin (Union nationale)
- Duplessis : Henri-Laurier Coiteux (Parti libéral)
- Fabre : Gilles Houde (Parti libéral)
- Frontenac : Paul-André Latulippe (Ralliement créditiste)
- Gaspé-Nord : François Gagnon (Union nationale)
- Gaspé-Sud : Guy Fortier (Parti libéral)
- Gatineau : Roy Fournier (Parti libéral)
- Gouin : Guy Joron (Parti québécois)
- Hull : Oswald Parent (Parti libéral)
- Huntingdon : Kenneth Fraser (Parti libéral)
- Iberville : Alfred Croisetière (Union nationale)
- Îles-de-la-Madeleine : Louis-Philippe Lacroix (Parti libéral)
- Jacques-Cartier : Noël Saint-Germain (Parti libéral)
- Jean-Talon : Raymond Garneau (Parti libéral)
- Jeanne-Mance : Aimé Brisson (Parti libéral)
- Joliette : Robert Quenneville (Parti libéral)
- Jonquière : Gérald Harvey (Parti libéral)
- Kamouraska : Jean-Marie Pelletier (Parti libéral)
- Labelle : Fernand Lafontaine (Union nationale)
- Lac-Saint-Jean : Roger Pilote (Parti libéral)
- LaFontaine : Marcel Léger (Parti québécois)
- L'Assomption : Jean Perreault (Parti libéral)
- Laurier : André Marchand (Parti libéral)
- Laval : Jean-Noël Lavoie (Parti libéral)
- Laviolette : Prudent Carpentier (Parti libéral)
- Lévis : Joseph-Aurélien Roy (Ralliement créditiste)
- Limoilou : Fernand Houde (Parti libéral)
- L'Islet : Julien Giasson (Parti libéral)
- Lotbinière : Jean-Louis Béland (Ralliement créditiste)
- Louis-Hébert : Claude Castonguay (Parti libéral)
- Maisonneuve : Robert Burns (Parti québécois)
- Marguerite-Bourgeoys : Claire Kirkland-Casgrain (Parti libéral)
- Maskinongé : Rémi Paul (Union nationale)
- Matane : Jean Bienvenue (Parti libéral)
- Matapédia : Bona Arsenault (Parti libéral)
- Mégantic : Bernard Dumont (Ralliement créditiste)
- Mercier : Robert Bourassa (Parti libéral)
- Missisquoi : Jean-Jacques Bertrand (Union nationale)
- Montcalm : Marcel Masse (Union nationale)
- Montmagny : Jean-Paul Cloutier (Union nationale)
- Montmorency : Louis Vézina (Parti libéral)
- Napierville-Laprairie : Paul Berthiaume (Parti libéral)
- Nicolet : Clément Vincent (Union nationale)
- Notre-Dame-de-Grâce : William Tetley (Parti libéral)
- Olier : Fernand Picard (Parti libéral)
- Outremont : Jérôme Choquette (Parti libéral)
- Papineau : Mark Assad (Parti libéral)
- Pontiac : Jean-Guy Larivière (Parti libéral)
- Portneuf : Antoine Drolet (Ralliement créditiste)
- Richelieu : Claude Simard (Parti libéral)
- Richmond : Yvon Brochu (Ralliement créditiste)
- Rimouski : Maurice Tessier (Parti libéral)
- Rivière-du-Loup : Paul Lafrance (Parti libéral)
- Robert-Baldwin : Arthur Ewen Séguin (Parti libéral)
- Roberval : Robert Lamontagne (Parti libéral)
- Rouville : Marcel Ostiguy (Parti libéral)
- Rouyn-Noranda : Camil Samson (Ralliement créditiste)
- Saguenay : Lucien Lessard (Parti québécois)
- Sainte-Anne : George Springate (Parti libéral)
- Sainte-Marie : Charles-Henri Tremblay (Parti québécois)
- Saint-Henri : Gérard Shanks (Parti libéral)
- Saint-Hyacinthe : Fernand Cornellier (Parti libéral)
- Saint-Jacques : Claude Charron (Parti québécois)
- Saint-Jean : Jacques Veilleux (Parti libéral)
- Saint-Laurent : Léo Pearson (Parti libéral)
- Saint-Louis : Harry Blank (Parti libéral)
- Saint-Maurice : Philippe Demers (Union nationale)
- Saint-Sauveur : Armand Bois (Ralliement créditiste)
- Shefford : Armand Russell (Union nationale)
- Sherbrooke : Jean-Paul Pépin (Parti libéral)
- Stanstead : Georges Vaillancourt (Parti libéral)
- Taillon : Guy Leduc (Parti libéral)
- Témiscamingue : Gilbert-Roland Théberge (Parti libéral)
- Témiscouata : Montcalm Simard (Union nationale)
- Terrebonne : Denis Hardy (Parti libéral)
- Trois-Rivières : Guy Bacon (Parti libéral)
- Vaudreuil-Soulanges : Paul Phaneuf (Parti libéral)
- Verchères : Guy Saint-Pierre (Parti libéral)
- Verdun : Lucien Caron (Parti libéral)
- Westmount : Kevin Drummond (Parti libéral)
- Wolfe : René Lavoie (Union nationale)
- Yamaska : Benjamin Faucher (Parti libéral)

## Mandats

### Premier mandat
- Ronald Tétrault – Abitibi
- Aurèle Audet - Abitibi-Ouest
- François Cloutier – Ahuntsic
- Jean-Gilles Massé – Arthabaska
- Fabien Roy – Beauce
- Normand Toupin – Champlain
- André Harvey – Chauveau
- Joseph-Omer Dionne – Compton
- Jean-Paul L’Allier – Deux-Montagnes
- Florian Guay – Dorchester
- Alfred Bossé – Dorion
- Paul-André Latulippe – Frontenac
- François Gagnon – Gaspé-Nord
- Guy Joron – Gouin
- Raymond Garneau – Jean-Talon
- Jean-Claude Boutin – Johnson
- Robert Quenneville – Joliette
- Jean-Marie Pelletier – Kamouraska
- Roger Pilote –Lac-Saint-Jean
- Marcel Léger – Lafontaine
- Jean Perreault – L’Assomption
- André Marchand – Laurier
- Prudent Carpentier – Laviolette
- Fernand Houde – Limoilou
- Julien Giasson – L’Islet
- Jean-Louis Béland – Lotbinière
- Claude Castonguay – Louis-Hébert
- Robert Burns – Maisonneuve
- Bernard Dumont – Mégantic
- Louis Vézina – Montmorency
- Paul Berthiaume – Napierville-Laprairie
- Mark Assad – Papineau
- Jean-Guy Larivière – Pontiac
- Antoine Drolet – Portneuf
- Claude Simard – Richelieu
- Yvon Brochu – Richmond
- Paul Lafrance – Rivière-du-loup
- Robert Lamontagne – Roberval
- Marcel Ostiguy – Rouville
- Camil Samson – Rouyn-Noranda
- Lucien Lessard – Saguenay
- Robert Lamontagne - Saint-Félicien
- George Springate – Sainte-Anne
- Charles-Henri Tremblay – Sainte-Marie
- Gérard Shankes - Saint-Henri
- Fernand Cornellier – Saint-Hyacinthe
- Claude Charron – Saint-Jacques
- Jacques Veilleux – Saint-Jean
- Armand Bois – Saint-Sauveur
- Jean-Paul Pépin – Sherbrooke
- Denis Hardy – Témiscouata
- Guy Bacon – Trois-Rivières
- Paul Phaneuf – Vaudreuil-Soulanges
- Guy Saint-Pierre – Verchères
- Lucien Caron – Verdun
- Thomas Kevin Drummond – Westmount
- Benjamin Faucher - Yamaska

### Dernier mandat
- Ronald Tétrault – Abitibi
- Aurèle Audet - Abitibi-Ouest
- Aurèle Courcy –
- Gabriel Loubier – Bellechasse
- Guy Gauthier – Berthier
- Georges-Emery Tremblay – Bourassa
- Pierre Laporte - Chambly
- Jean-Noël Tremblay – Chicoutimi
- Florian Guay - Dorchester
- Bernard Pinard – Drummond
- Roch Boivin – Dubuc
- Henri-Laurier Coiteux – Duplessis
- Paul-André Latulippe - Frontenac
- Roy Fournier - Gatineau
- Florian Guay – Dorchester
- Paul-André Latulippe – Frontenac
- François Gagnon – Gaspé-Nord
- Roy Fournier - Hull
- Alfred Croisetière – Iberville
- Jean-Claude Boutin – Johnson
- Fernand-Joseph Lafontaine - Labelle
- Fernand-Joseph Lapointe- Laurentides
- Joseph-Aurélien Roy – Lévis
- Jean-Louis Béland - Lotbinière
- Claude Castonguay – Louis-Hébert
- Marie-Claire Kirkland – Marguerite-Bourgeois
- Rémi Paul – Maskinongé
- Bernard Dumont – Mégantic
- Jean-Jacques Bertrand – Missisquoi
- Marcel Masse – Montcalm
- Jean-Paul Cloutier – Montmagny
- Louis Vézina – Montmorency
- Clément Vincent – Nicolet
- Antoine Drolet - Portneuf
- Maurice Tessier – Rimouski
- Arthur-Ewen Séguin – Robert-Baldwin
- Marcel Ostiguy – Rouville
- Charles-Henri Tremblay – Sainte-Marie
- Léo Pearson – Saint-Laurent
- Philippe Demers – Saint-Maurice
- Armand Bois – Saint-Sauveur
- Armand Russell – Shefford
- Gilbert-Roland Théberge – Témiscamingue
- Montcalm Simard – Témiscouata
- Guy Saint-Pierre - Verchères
- René Lavoie - Wolfe